# 伊利 (北部省)
伊利（法語：Illies，法語發音：[ili]）是法国上法蘭西大區北部省的一个市镇，位于该省中部偏西南，属于里尔区和里尔欧洲都会区。

## 地理
伊利（50°33'41"N, 2°49'52"E）面积7.91 平方千米，位于法国上法蘭西大區北部省，该省份为法国最北部的省份及最长的省份，西北濒北海，西接加来海峡省，南至埃纳省和索姆省，东与比利时接壤。
与伊利接壤的市镇（或旧市镇、城区）包括：欧贝尔、萨洛梅、洛尔日、维克尔、拉巴塞、埃尔利、马尔基伊。
伊利的时区为UTC+01:00、UTC+02:00（夏令时）。

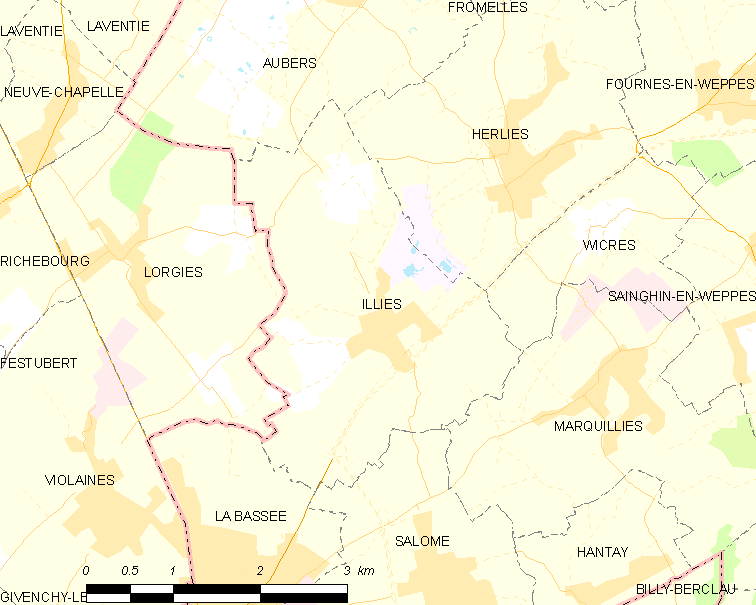
伊利的OSM定位图

## 行政
伊利的邮政编码为59480，INSEE市镇编码为59320。

## 政治
伊利所属的省级选区为阿讷兰县。

## 人口

1962-2008年间伊利人口变化图示

伊利于2022年1月1日时的人口数量为1688人。